# Малогабаритные протезы клапана сердца
Малогабаритные протезы клапанов сердца относятся к группе осесимметричных механических искусственных клапанов сердца вентильного типа. Малогабаритные клапаны явились переходной стадией создания протезов клапанов сердца между шаровыми и поворотно-дисковыми конструкциями. В основе они сохраняли общие черты с шаровыми протезами: имели корпус с седлом и пришивной манжетой, запирающий элемент и ограничители его хода (стопы), связанные с корпусом. Под действием разницы давления в сердечных камерах, разделённых протезом, запирающий элемент или отходит от седла на расстояние, определяемое ограничивающими ход стопами, или примыкает к седлу, препятствуя регургитацию крови.
Главной причиной появления этих разработок было стремление к снижению высоты протеза и объёма его корпуса. Форма предлагаемых запирающих элементов отличалась разнообразием: полушар, «чечевица», конус, двояковыпуклая или вогнуто-выпуклая линза, диск, тор.

## Зарубежные разработки
В 1962 году южноафриканский хирург C. N. Barnard и перфузиолог C. C. Goosen разработали митральный протез клапана сердца, который состоял из стального корпуса, обшитого тефлоновой тканью, к которому крепилась изогнутая полудугой ограничительная стойка, оканчивающаяся кольцом по оси протеза. Силастиковый запирающий элемент имел форму двояковыпуклой линзы с центральным стержнем, ход которого направлялся и ограничивался кольцом стойки. Для замены митрального и трикуспидального клапана протез укреплялся в венозном устье так, чтобы линза располагалась в полости желудочка, а стойка — в полости предсердия.
Предложенный ими же годом позже аортальный протез имел две ограничительные стойки с кольцами (с желудочковой и с аортальной стороны корпуса) по центральной оси протеза. Линза запирающего элемента по форме приближалась к соединённым основаниями двум конусам, от вершин которых перпендикулярно к плоскости сечения протеза отходили вставленные в соответствующее кольцо направляющие стержни.
В 1964 году Чарлз Хафнейджел сообщил о клиническом применении протеза из полипропилена с запирающим элементом в виде армированной полипропиленом силастиковой двояковыпуклой линзы, ограничителями хода которой служили четыре незамкнутых стойки. Помимо применения линзы вместо шара, вес протеза был уменьшен за счёт использования пластмассы для корпуса и стоек. 
В 1967 году было начато производство схожего по конструкции митрального протеза, разработанного D. E. Harken, в котором к титановому корпусу крепились две П-образные ограничительные стойки, взаимно перпендикулярные и образующие закрытый каркас; дисковый запирающий элемент изготавливался из силикона, а пришивная манжета — из дакроновой ткани.
Другой разработкой 1964 года стал протез, созданный хирургом F. B. Cross и физиологом R. T. Jones (названый Cross—Jones), дисковый запирающий элемент которого изготавливался полым, из силиконовой резины со встроенным титановым кольцом в качестве рентгеноконтрастной метки. Изначально протез имел три смыкающиеся в центре ограничительные стойки, позже их число стало четыре и они перестали соединяться.
В 1965 году хирург J. H. Kay и инженер Дональд Шайли начали выпуск протеза в нескольких модификациях для замены митрального, аортального и трикуспидального клапанов. Протез имел каркас с двумя П-образными параллельными ограничительными стойками из антикоррозионного сплава, дисковый запирающий элемент из полиформальдегида или силастика и пришивную манжету из тефлоновой ткани. Среди выпускавшихся до 1980 года моделей клапана Kay—Shiley были конструкции с дополнительными «мышечными защитниками» для предотвращения интерпозиции тканей сердца между седлом протеза и диском (одна или две перпендикулярных плоскости седла пары рамок из тонкой, проволоки, покрытой тефлоной тканью. В части конструкций диски изготавливались с рентгеноконтрастной меткой в составе силикона.
В 1967 году хирург A. C. Beall создал тефлоновый протез Beall—Surgitool (по конструкции подобный клапану Kay—Shiley), запирающий диск которого выполнялся сначала из силастика, затем — из тефлона, позже — из пиролитического углерода. Вскоре вся конструкция протеза стала покрываться пиролитическим углеродом, за исключением дакроновой пришивной манжеты. 
Хирург J. C. Davill в том же году изобрёл конструкцию протеза митрального клапана, в котором запирающий элемент в виде диска (с желудочковой стороны), опорное кольцо (со стороны предсердия) и четыре гибких стойки (их соединяющих) формировались из полипропилена как единое изделие. Длина распрямляющихся стоек ограничивала удаление диска от опорного кольца в диастолу.
В 1969 году хирург Кларенс Лиллехай провёл первые клинические испытания протеза, разработанного им совместно с учеником A. Nakib. Клапан, названый Lillehei—Nakib, был полностью выполнен из титана, включая четыре низкие ограничительные стойки и тороидальный запирающий элемент. В систолу в клапане формировались центральный (сквозь отверстие в отошедшем торе) и периферийный (обтекая его) токи крови, а в диастолу отверстие тора перекрывалось выведенным от посадочного кольца в центр гидравлического отверстия диском.
Несколько вариантов конструкции протеза были разработаны с участием хирурга Дентона Кули. Первоначально имевший силиконовый дисковый запирающий элемент с четырьмя титановыми ограничительными стойками и корпусом с дакроновым покрытием (Cooley—Bloodwell—Cutter), в дальнейшем для предотвращения износа и улучшения тромборезизистентности, клапан получил диск из пиролитического углерода с вольфрамовой вставкой для рентгеноконтрастности (Cooley—Cutter), а с 1973 года его запирающий элемент стал биконической формы. Корпус протеза выполнялся из титана, пришивная манжета из тефлоновой ткани.
Один из пионеров производства шаровых протезов клапанов сердца, компания Starr—Edwards, также предложила две модели малогабаритных клапанов для митральной позиции, выпускавшиеся в 1970—1976 годах. В первой из них (Starr—Edwards 6500) применялся диск из сплава Stellite-21, корпус и четыре перекрещивающиеся ограничительные стойки изготавливались из того же сплава, пришившая манжета была тефлоновой. По периметру основания протеза выполнялись эллипсоидные отверстия для ускорения вживления в фиброзное кольцо пациента. Другая модель (Starr—Edwards 6520) отличалась диском, выполненным из высокомолекулярного полиэтилена с включённым в него титановым кольцом.

## Разработки в СССР

### Серийные модели

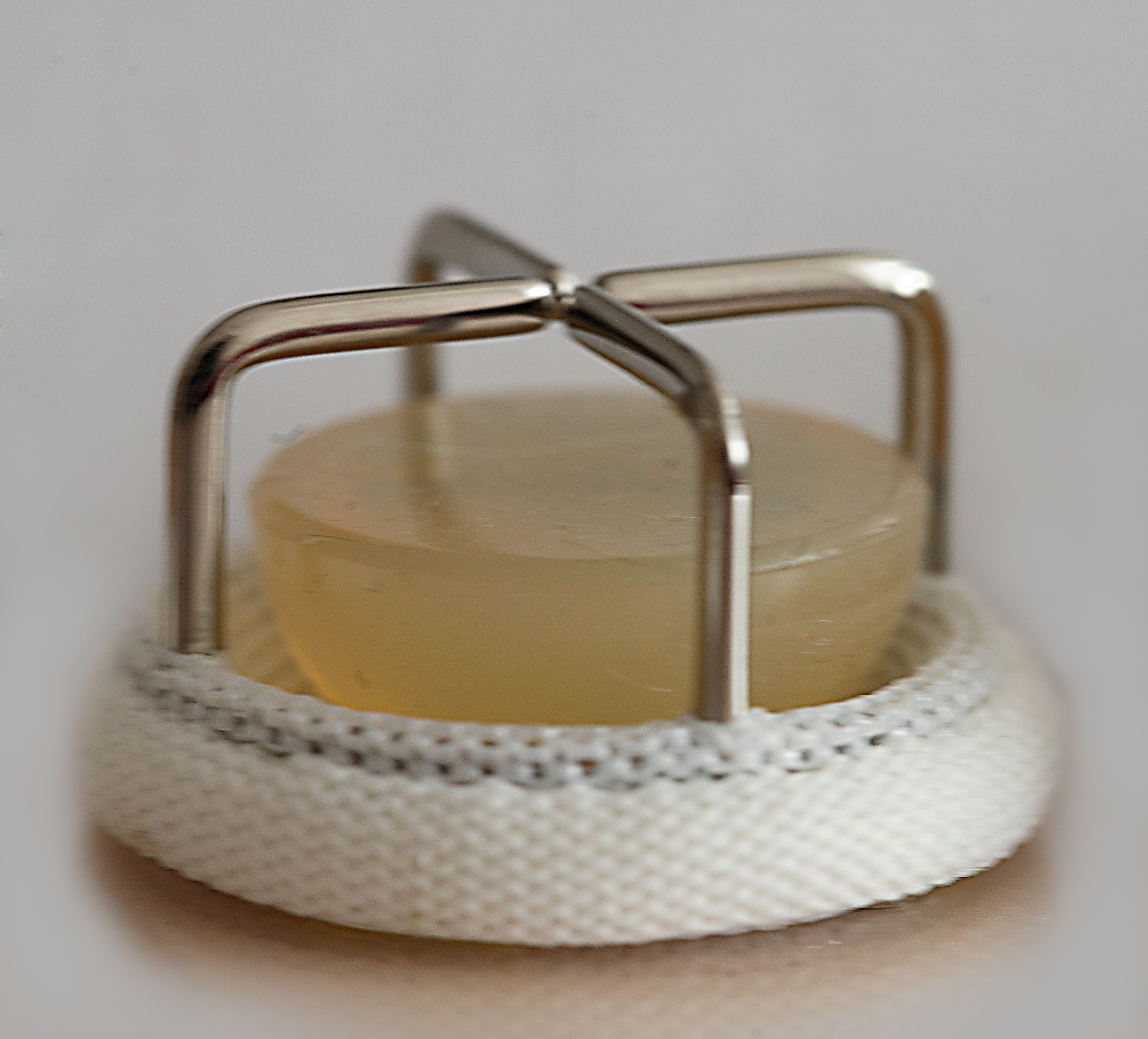
Протез МКЧ-27

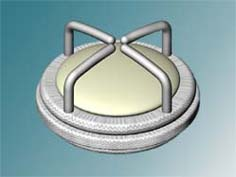
Модель протеза МКЧ-29

В СССР первый низкопрофильный протез был предложен в 1964 году Ю. Н. Кривчиковым. Его конструкция состояла из запирающего элемента, каркаса, основания клапана и пришивной манжеты. Запирающий элемент выполнялся из силиконизированного каучука тех же марок, что и шаровые клапаны, в виде сферического сегмента (части шара). Каркас изготавливался из нержавеющей стали марки 1X18H9F и состоял из дужек и замыкающего их верхнего кольца; дужки служили направляющими при движении запирающего элемента, а кольцо не допускало его разворота. Основание протеза (из той же марки стали) и фторопластовая пришивная манжета не отличались конструкцией от деталей шарового клапана МКЧ-01. Размерный ряд протезов по диаметру гидравлического отверстия соответствовал диаметрам шаровых протезов. Вскоре конструкцию усовершенствовали, введя обшивку кольцеобразного корпуса. Изготавливалась и применялась эта модель в Киевском НИИ туберкулёза и грудной хирургии им. Ф. Г. Яновского. В 1965 году Н. М. Амосов сообщил об опыте удачных имплантаций полушаровых протезов больным с небольшим левым желудочком, когда не удавалось вшить шаровые протезы. Рабочий вариант этой модели был передан для внедрения на Кирово-Чепецкий химический завод. После стендовых испытаний опытной партии (проведённых ИССХ им. А. Н. Бакулева АМН СССР), а также по рекомендациям Н. М. Амосова, завод-изготовитель изменил форму ограничителей хода (на круглую, диаметром до 1 мм), а верхнюю плоскость полушара стал выполнять в виде сегмента сферической поверхности большого радиуса. Серийная модель получила наименование МКЧ-27. Протез по величине регургитации мало отличался от шаровых аналогов, имел небольшую высоту (1/3 от шарового клапана), был их легче в 2—2,2 раза, оказался малошумен, обладал меньшей инерционностью и хорошими гемодинамическими показателями.
В 1966 году в целях дальнейшего уменьшения веса, объёма и высоты протеза в ОКБ (мед.) Кирово-Чепецкого химзавода разработали новую модель — МКЧ-29. В ней запирающий элемент был выполнен в виде двояковыпуклой линзы, корпус обшит фторопластовой тканью и имел перфорационные отверстия. С 1967 года был начат серийный выпуск моделей МКЧ-27 и МКЧ-29, продолжавшийся до 1985 года.

### Экспериментальные модели
Несмотря на многочисленные новаторские предложения по разработке малогабаритных протезов, большая их часть не вышла за рамки эксперимента. Некоторые протезы были выпущены малыми сериями, и после клинических испытаний их производство было прекращено. Разработки велись по нескольким направлениям вплоть до середины 1990-х годов.
Так, были предложены грибовидные модели протезов, в которых полусфера или линза имели стержень-хвостовик (что должно было предупреждать перекоси и заклинивания). Первый подобный протез был разработан в 1965 году. Для изготовления его корпуса (в виде кольца, на котором крепилась пришивная манжета) и ограничителя хода запирающего элемента были использованы титановые сплавы. Четыре стойки ограничителя хода в области вершины объдинялись кольцом. Силиконовый запирающий элемент состоял из двояковыпуклой линзы и перпендикулярной к её плоскости цилиндрической оси, которая свободным кольцом вставлялась в кольцо ограничителя хода. Опытные образцы протеза, изготовленные на Кирово-Чепецком химическом заводе (КЧХЗ), прошла клинические испытания у Н. М. Амосова, но широкого применения модель не нашла.
Позже на КЧХЗ были созданы еще две модели грибовидных протезов. В 1980 году — конструкция с запирающим элементом в виде пустотелого сферического сегмента с коническим выступом, расширяющимся к основанию и предназначенным для разделения потока крови. Торец сегмента имел кольцевую выемку, разделённую на три сектора, что уменьшало регургитацию крови (по сравнению со сферическим клапаном, имеющем плоский торец). Разделение потока коническим выступом служило для вымывание крови из выемок торца и предотвращало образование застойных зон. Ограничители хода были разомкнуты для вхождения конического выступа. В 1994 году был получен патент на протез с запирающим элементом в форме полусферы с ограничителем хода по центру, в котором для предотвращения заклинивания запирающего элемента корпус имел опорный цилиндр с отверстием для ограничителя хода, закреплённым по центру проходного отверстия двумя цилиндрическими стержнями. Ограничитель хода запирающего элемента жёстко и шарнирно соединялся с опорным цилиндром с возможностью возвратно-поступательного движения.
Другим направлением модернизации малогабаритных клапанов стало создание на КЧХЗ протезов с центральным током жидкости для снижения турбулентности потока крови. Модели МКЧ-32, МКЧ-33, МКЧ-34 были аналогичны протезу МКЧ-29 и идентичны по работе, различаясь конструкцией запирающего элемента. В каждой модели он имел встроенный в центральную часть дополнительный клапан, открывающийся и обеспечивающий центральный ток крови, когда запирающий элемент под давлением отходил от корпуса и прижимался к ограничителям хода. Сечение центрального отверстия составляло порядка 60 % сечения гидравлического отверстия протеза. Наличие центрального тока улучшало гемодинамику и уменьшало падение давления при открытом клапане.
В модели МКЧ-30 протез состоял из корпуса и расположенных под углом 45° к оси клапана шести стоек, связанных в верхней части кольцом. Корпус и стойки с кольцом изготавливались как единое целое из титана. Запирающий элемент протеза имел вид волана с полушаровой головкой, с помощью которой он крепился в кольце. С ростом давления с верхней стороны корпуса или со стороны предсердия запирающий элемент складывался словно лепестки цветка, освобождая проход току крови.
Был изготовлен ИКС с частично центральным проходным отверстием, запирающий элемент которого был выполнен в виде силиконового кольца (тора). Торообразный клапан имел незначительный вес (до 8 гр) и малую высоту (14 мм).
Для уменьшения веса была создана модель МКЧ-40 с запирающим элементом в виде пустотелой «чечевицы» из титана. В модели МКЧ-48 с подобным запирающим элементом каркас протеза был полностью обшит тканью из фторопласта-4. Отличительной чертой его конструкции явилось то, что в открытом состоянии за счёт наклонной формы ограничителей хода «чечевица» располагалась под углом 15—20° к плоскости предсердного фланца корпуса протеза, что создавало поток крови, близкий к центральному.
В ИССХ им. А. Н. Бакулева АМН СССР при изучении опытных образцов была отмечена вероятность травмирования стенки желудочка при её касании корпусом протеза. Для предотвращения этого были созданы модели МКЧ-51 (в 1967 году) и МКЧ-52 (в 1971 году), в которых седло корпуса было приподнято и сдвинуто относительно основания так, чтобы исключить возможность касания со стенкой желудочка. Для этого корпус был выполнен в виде двух плоских перфорированных колец, соединённых под углом под углом 15—20° друг к другу разновысокими стойками. Пришивная манжета протеза выполнялась в виде усечённого полого цилиндра для учёта различия высот соединяющих кольца стоек. Отличие между моделями состояло в креплении двух параллельных скобкообразных ограничителей хода запирающего элемента: к верхнему кольцу корпуса у модели МКЧ-51 и к нижнему кольцу корпуса в протезе МКЧ-52. В качестве запирающего элемента была использована опробованная в моделях МКЧ-40 и МКЧ-48 пустотелая титановая «чечевица».
Для уменьшения габаритов и веса также по предложению ИССХ им. А. Н. Бакулева в 1967 году на КЧХЗ был разработан бесклеточный митральный протез МКЧ-35. В его конструкции отсутствовали ограничители хода запирающего элемента. Корпус протеза был изготовлен из титана и обшит тканью из фторопласта-4. Запирающий элемент в виде двояковыпуклой линзы из пропилена имел с нижней стороны четыре мягких ножки, связанных крепёжным кольцом: именно они и являлись ограничителями хода.
В 1983 году специалистами МФТИ для уменьшения травмы форменных элементов крови была предложена конструкция протеза с запирающим элементом в форме полуцилиндра. Корпус протеза (в виде высокого цилиндра) имел боковую горизонтальную нишу, в которой на оси с возвратной пружиной кручения крепился запорный элемент в форме тонкостенного полуцилиндра, наружный диаметр которого равнялся внутреннему диаметру корпуса. Под воздействием потока крови через корпус запорный элемент поворачивался на оси на 90°, плотно примыкал к внутренней поверхности корпуса и полностью открывал проходное отверстие, а пружина, крепящаяся одним концом к корпусу, другим — к полуцилиндру, закручивалась. После прекращения подачи крови под воздействием пружины запирающий элемент возвращался и, ложась кромкой на небольшие выступы в корпусе, перекрывал проходное отверстие. Поскольку ось вращения полуцилиндра находилась в нише и вне зоны проходного отверстия, гидравлическое сопротивление и травма форменных элементов крови предполагались как минимальные.

### Протезы длятрикуспидальнойпозиции
Изначально при коррекции трикуспидальной недостаточности использовались модели шаровых и полусферических протезов клапана сердца, разработанных для митральной позиции. Результаты оценки клинических результатов, проведённой в ИССХ им. А. Н. Бакулева АМН СССР, показали, что такие протезы для этого вида коррекции были слишком тяжелы и громоздки.

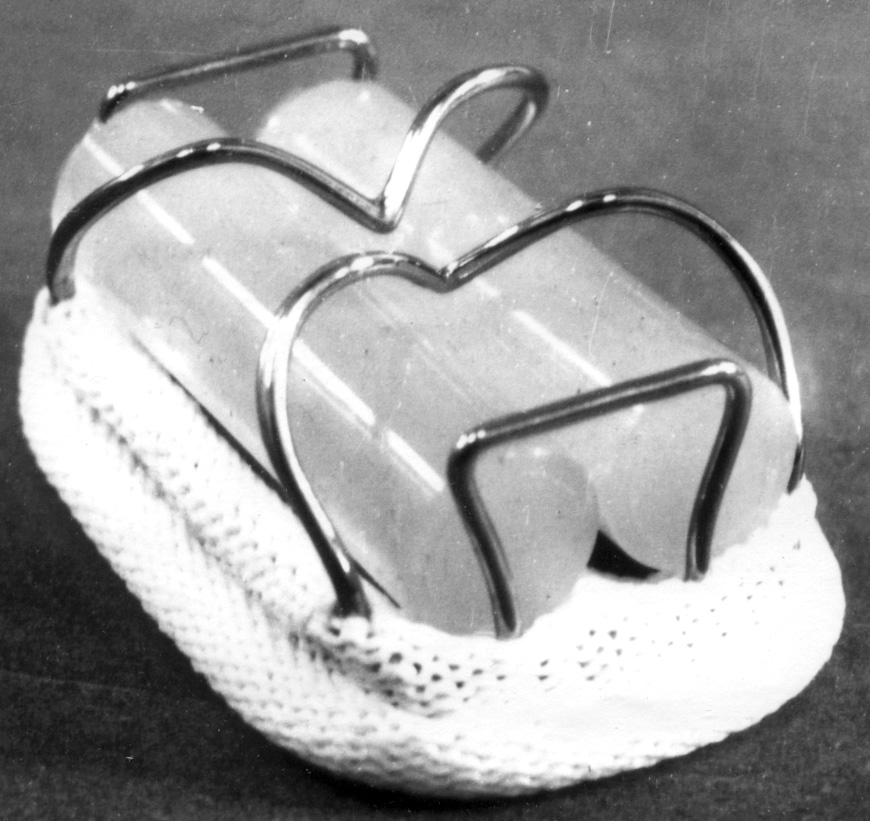
Протез ТКЧ-10

Сначала в ОКБ (мед.) Кирово-Чепецкого химического завода специально для трикуспидальной позиции создали уменьшенный вариант модели МКЧ-29. В 1970 году конструкция клапана была модернизирована. Для уменьшения деформации трикуспидального кольца и снижения травмы межжелудочковой перегородки наружный контур корпуса был выполнен в виде перфорированного овального кольца с двумя закреплёнными параллельными дужками ограничителя хода. Корпус и ограничители хода были обшиты тканью в два слоя: внутренний — полипропиленовой, внешний — фторопластовой. Складкой внешнего слоя по периметру была образована пришивная манжета. Протез имел две модификации: в модели ТКЧ-03 запирающий элемент имел форму овальной выпуклой линзы, в модели ТКЧ-04 — овальной  плосковыпуклой линзы. В обеих моделях он выполнялся из поликарбоната.
В 1978 году был предложен протез ТЧК-10 с запирающим элементом в виде двух свободно перемещающихся цилиндров, оси которых были расположены вдоль продольной оси овального корпуса с торцевыми упорами, препятствующими выпаданию цилиндров. Ограничители хода цилиндров в форме двух подковообразных арок не создавали постоянной локализации точек износа цилиндров, что повышало долговечность протеза. Под давлением цилиндры поднимались от седла и расходились в улавливающие их арки ограничителей хода, создавая центральный и боковой токи крови, что, наряду с лучшей обтекаемостью цилиндров, улучшало гемодинамические характеристики. В обратной фазе цилиндры плотно прижимались к седлу и друг к другу, предотвращая ток крови.

## Клиническая практика
Техника вшивания малогабаритных протезов ничем принципиально не отличалась от таковой при протезировании шаровых моделей. Доступ к митральному клапану чаще осуществлялся через левое предсердие, которое рассекалось сзади от межпредсердной борозды. Если Г. М. Соловьёв вшивал протез 16 обвивными узловыми швами, то в ИССХ им. А. Н. Бакулева АМН СССР предпочтение отдавалось П-образным швам на прокладках или без них, общим количеством 10—15, такой же техники вшивания придерживался Н. М. Амосов.
При массивном кальцинозе, при отсечении клапана по ходу кальцинатов, расположенных в пределах фиброзного кольца, вёлся усиленный контроль за целостностью миокарда. Швы, закрепляющие протез, рекомендовалось накладывать неглубоко, обходя остатки кальцинатов широкими стежками. С целью предупреждения прорезывания швов и дробления кальцинатов фторопластовые прокладки на этих участках помещались на фиброзном кольце со стороны предсердия и желудочка.
Непосредственные и ближайшие результаты операций были успешными: госпитальная летальность больных с изолированным пороком митрального клапана, оперированных с 1970 по 1981 годы, которым имплантировались протезы модели МКЧ-27, составила 7,7 %. Однако последующие наблюдения показали, что при отсутствии у больных на протяжении 1—10 лет нарушений гемодинамики и несмотря на проводимую антикоагулянтную терапию, у большинства пациентов наблюдались тромбоэмболии.

## Достоинства и недостатки малогабаритных клапанов
Главной причиной разработки протезов клапанов сердца вентильного типа с нешаровыми запирающими элементами было стремление к снижению высоты протеза и объёма его корпуса. Их появление значительно расширило возможности хирургического вмешательства.
Однако гидродинамические исследования таких протезов, проведённые в ИССХ им. А. Н. Бакулева АМН СССР, показали, что эти конструкции резко искажают форму кровотока и создают повышенное сопротивление по сравнению с шаровыми протезами. Дальнейшее изучение гидродинамики обтекания запирающих элементов, проведённое на кафедре гидроаэродинамики Ленинградского политехнического института совместно с 1-м ЛМИ им. акад. И. П. Павлова выявило, что сферический сегмент модели МКЧ-27 создаёт интенсивный отрыв потока при обтекании тела подобной формы, а на «чечевице» модели МКЧ-29 максимальное разрежение, вследствие увеличения скорости потока, достигается на её ребре, и может приводить к кавитации и разрушению форменных элементов крови, а последующий срыв потока образует сильное завихрение и застойную зону.
К 1985 году сложилось мнение, что полусферическая модель протеза непригодна для клинического применения. С этого же года Кирово-Чепецкий химический завод прекратил выпуск протезов МКЧ-27 и МКЧ-29. В клинической практике стали использоваться более совершенные поворотно-дисковые клапаны.